# Pornhub
Pornhub là một trang web chia sẻ video khiêu dâm và là cũng là một trong những trang web khiêu dâm lớn nhất trên mạng Internet. Pornhub được thành lập tại thành phố Montreal của tỉnh bang Quebec, chuyên cung cấp các hình ảnh khiêu dâm chuyên nghiệp lẫn nghiệp dư từ năm 2007. Pornhub ngoài ra cũng có các văn phòng và chi nhánh tại nhiều thành phố lớn như San Francisco, Houston, New Orleans và Luân Đôn. Tháng 3 năm 2010, Pornhub được mua lại bởi Manwin (nay được biết đến với tên gọi MindGeek), một công ty công nghệ sở hữu nhiều trang web khiêu dâm khác.

## Lịch sử
Pornhub được thành lập bởi nhà phát triển mạng Matt Keezer dưới danh nghĩa là một trang web thuộc sở hữu của công ty Interhub, và bắt đầu đưa vào hoạt động vào đầu năm 2007. Vào tháng 3 năm 2010, công ty được Fabian Thylmann mua lại, trở thành công ty con của Manwin, nay được biết đến với tên MindGeek. Dưới sự quản lý của MindGeek, Pornhub trở thành một trong nhiều trang web trực thuộc mạng lưới "Pornhub NETWORK" của công ty, cùng với YouPorn, RedTube,... Dù không phải là trang web khiêu dâm được truy cập nhiều nhất nhưng Pornhub vẫn giữ được danh hiệu cho trang web khiêu dâm lớn nhất trên mạng internet, sở hữu nhiều video hơn các trang web cùng loại hình khác.

### Vi phạm bản quyền
Năm 2010, Mansef Inc. và Interhub, công ty chủ cũ của Pornhub, đã bị công ty sản xuất phim khiêu dâm Pink Visual, Ventura Content kiện bản quyền do các trang web do hai công ty này sở hữu, trong đó có Pornhub, Keezmovies, Extremetube, và Tube8, đã xâm phạm bản quyền với 95 video. Theo Ventura Content, 45 video trong đó đã được xem "hàng chục triệu lần" và họ cho rằng việc ăn cắp bản quyền này gây đe dọa tới "toàn bộ ngành công nghiệp giải trí cho người lớn." Vụ kiện diễn ra kín trong tháng 10 năm 2010. Hai bên đều nhất trí rằng các quản trị viên của trang web cần bổ sung thêm tính năng nhận diện vân tay điện tử trên trang web của mình.

### Kiểm duyệt
Năm 2011, nhà cung cấp dịch vụ Internet TalkTalk nhận được một số phản hồi do tính năng chặn mạng của công ty đã thất bại trong việc chặn các lựợt truy cập vào trang web Pornhub trong vòng hơn một tuần. Mục đích của việc TalkTalk chặn truy cập Pornhub là vì vấn đề an toàn mạng cho trẻ em.
The Huffington Post giải thích trong năm 2013, "CBS... từ chối phát sóng một đoạn quảng cáo ngắn cho trang web người lớn Pornhub trong chương trình Super Bowl vào Chủ nhật... Đoạn clip dài 20 giây, với sự xuất hiện của một cặp đôi lão niên đang ngồi trên ghế tại công viên (và chỉ có thế), và trong đó không có nội dung nào tục tĩu cả". Đoạn quảng cáo bị loại bỏ vì Ủy ban Truyền thông Liên bang có trách nhiệm pháp lý với CBS về các nội dung mang tính khiêu dâm, và việc phát sóng văn hóa phẩm khiêu dâm trên truyền hình Mỹ là không hợp pháp.
Tại Trung Quốc, Pornhub bị Phòng hỏa trường thành chặn từ tháng 9 năm 2013. Ngày 12 tháng 3 năm 2014, Pornhub bắt đầu bị chặn tại Nga do có một nữ diễn viên nhìn quá trẻ, dễ khiến nhiều người xem nghĩ rằng cô là trẻ vị thành niên. Tháng 1 năm 2017, Pornhub là một trong số những trang web khiêu dâm bị chặn tại Philippines theo Luật cấm lan truyền văn hóa phẩm khiêu dâm đối với trẻ em tại quốc gia này.

## Malvertising
Nhà nghiên cứu Conrad Longmore phát biểu rằng các quảng cáo hiển thị trên trang web được cho là có chứa các phần mềm độc hại sẽ cài đặt các mã độc trên thiết bị của người dùng mà không có sự cho phép. Longmore cũng nói với BBC rằng hai trang web khiêu dâm nổi tiếng – XHamster và PornHub – có chứa mối nguy hại lớn nhất.

## Sản phẩm

### Video 360 độ
Pornhub có cung cấp các video 360° cho các khách hàng hạng Premium và có thể sử dụng với PlayStation VR.

### Thiết bị đeo
Tháng 2 năm 2015, Pornhub công bố một thiết bị vòng đeo tay có trang bị máy phát điện động năng. Với đối tượng khách hàng là nam giới, sản phẩm vòng đeo tay này sẽ dựa vào chuyển động lên xuống trong quá trình thủ dâm để sạc điện.